# Katwa
Katwa är en stad i den indiska delstaten Västbengalen, och tillhör distriktet Barddhaman. Folkmängden uppgick till 81 615 invånare vid folkräkningen 2011, med förorter 88 088 invånare.